# Сальма Лахані
Сальма Лахані AOE (нар.. 1951 або 1952) — канадська державна діячка. 19-й віце-губернатор провінції Альберта (з 26 серпня 2020 року).
Представниця короля Канади Карла III у провінції Альберта. Перший житель Південної Азії та перший мусульманин, який займав посаду віце-губернатора в Канаді.

## Особисте життя і початок кар'єри
Лакхані народилася в Кампалі — столиці Уганди в родині мусульман-ісмаїлітів Абдули та Малека Раджабалі. У дитинстві вона відвідувала школу Ага Хана.
In fall 1971, Lakhani started university in the United Kingdom at Manchester University.
У серпні 1972 року, коли Лакхані повернувся додому на літні канікули, президент Уганди Іді Амін розпочав ряд заходів, які включали експропріацію майна, що належало жителям Азії та Європи, що проживали на той час в Уганді. Лахані повернувся до Сполученого Королівства швидко після оголошення цього наміру. Однак, оскільки майно її родини було експропрійовано, Сальма Лахані не змогла оплатити навчання та витрати на проживання. Британський уряд відмовився від цих зборів для багатьох угандійців, у тому числі для Лахані та її майбутнього чоловіка Захіра Лахані, який навчався в Університеті Лідса.
Лахані продовжила навчання в Манчестерському університеті, здобувши освітній ступінь бакалавра наук з відзнакою в галузі клінічної біохімії.
У червні 1977 року чоловік Лакхані отримав місце клінічної ординатури в Університеті Альберти в Едмонтоні. Лахані були особами без громадянства, тому пара подорожувала за британськими проїзними документами і спочатку мала намір залишитися тут на два роки.
Лахані залишилися в Альберті й надалі після закінчення свого початкового дворічного плану. Захір почав працювати кардіологом, а Сальма допомагала керувати його практикою та відкрила бізнес з розвитку дошкільної освіти. Сальма взяла участь у спільноті Едмонтона, ставши одним із перших наставників у програмі «Молодь у перехідний період» коледжу NorQuest, членом-засновником руху коледжу «1000 жінок: мільйон можливостей», працюючи в правлінні Центру миру та прав людини Джона Хамфрі, а також волонтерство з Жіночою лікарнею Лоїс Хоул, Kids Kottage, Будинком співчуття Соррентіно, Радою з онкологічних захворювань Альберти, Фондом Зебра та Фондом Ага Хана Канада.
У 1990-х роках Захір допоміг створити кардіологічні служби в лікарні міста Дар-ес-Саламі в Танзанії, а Салма працювала волонтером у двох школах міста та в місцевих жіночих благодійних групах.
За свої заслуги Лакхані була нагороджена медалями «Сторіччя Альберти» та «Діамантовий ювілей королеви».

## Посада віце-губернатора
Сальма Лахані була призначена на посаду віце-губернатора рішенням генерал-губернатора провінції Альберта Жулі Паєтт за порадою прем'єр-міністра Джастіна Трюдо.
Ставши віце-губернатором, вона також була введена в Альбертський орден досконалості та була призначена його канцлером. Лахані є віце-пріором Ради Святого Іоанна в Альберті та дамою Ордену Святого Іоанна.
У вересні 2022 року, під час виборів керівництва правлячої Об'єднаної консервативної партії, Лакхані повідомила ЗМІ, що їй доведеться звернутися за юридичною консультацією, перш ніж дати королівську згоду на суперечливий Закон про суверенітет Альберти, запропонований кандидатом у лідери UCP Даніель Сміт. Хоча Лакхані визнала, що її роль розглядається як здебільшого церемоніальна, вона підкреслила свою віру в те, що «чинити правильно для нашого народу та нашої Конституції».